# Ženjak
Ženjak – była miejscowość w Słowenii w gminie Benedikt. W 2003 roku została dołączona do miejscowości Benedikt.